# ハンガリー科学アカデミー
ハンガリー科学アカデミー（ハンガリーかがくアカデミー、Magyar Tudományos Akadémia）は、ハンガリーにおける最高の権威を持つ学会である。ブダペストのドナウ川の土手にある。略称はハンガリー語では MTA だが、英語では HAS (Hungarian Academy of Sciences) となる。
1825年、セーチェーニ・イシュトヴァーン伯爵が自身の1年分の不動産収入を、（当時、ハンガリー国会があった）ポジョニ（現在のブラチスラヴァ）の国会の地区セッション Learned Society に提供し、他の議員がそれにならって資金提供したのが始まりである。その任務は、ハンガリー語の科学関係の語彙を開発し、科学や工学の研究および伝播をハンガリー語で行えるようにすることだった。1845年に現在の名称となった。本部ビルはネオ・ルネサンス様式の建築物で、1865年に完成した。
現在、11の部門がある。
1. 言語学・文学部門（ハンガリー科学アカデミー言語学研究所が傘下にある）
2. 哲学・歴史学部門
3. 数理科学部門
4. 農学部門
5. 医学部門
6. 工学部門
7. 化学部門
8. 生物学部門
9. 経済学・法学部門
10. 地球科学部門
11. 物理学部門

## 歴代会長
| 1  | テレキ・ヨーゼフ（Teleki József）                               | 1830年11月17日1855年2月15日   | 歴史学者                     |
| 2  | デセウフィ・エミル（Dessewffy Emil）                            | 1855年4月17日～1866年1月10日  | 作家、政治家                 |
| 3  | ユトゥヴシュ・ヨーゼフ（Eötvös József）                         | 1866年3月18日～1871年2月2日   | 法学者                       |
| 4  | ローニャイ・メニヘールト（Lónyay Menyhért）                     | 1871年5月17日～1884年11月3日  | 人文科学者、作家             |
| 5  | トレフォルト・アーゴシュトン（Trefort Ágoston）                 | 1885年5月28日～1888年8月22日  | 法学者、政治家               |
| 6  | ユトゥヴシュ・ロラーンド（Eötvös Loránd）                       | 1889年5月3日～1905年10月5日   | 物理学者                     |
| 7  | ベルツェヴィツィ・アルベルト（Berzeviczy Albert）               | 1905年11月27日～1936年5月22日 | 歴史学者                     |
| 8  | ヨーゼフ・アーゴスト・フーヘルツェーグ（József Ágost főherceg） | 1936年5月22日～1944年10月     | 陸軍士官                     |
| 9  | コルニシュ・グユーラ（Kornis Gyula）                            | 1945年5月7日～1945年10月29日  | 哲学者、教育者、作家         |
| 10 | モオール・グユーラ（Moór Gyula）                                | 1945年10月29日～1946年7月24日 | 法学者                       |
| 11 | コダーイ・ゾルターン（Kodály Zoltán）                           | 1946年7月24日～1949年11月29日 | 作曲家、音楽学者             |
| 12 | ルスニャーク・イシュトヴァーン（Rusznyák István）               | 1949年11月29日～1970年2月5日  | 医学者、内科医               |
| 13 | エルデイ＝グルーズ・ティボル（Erdey-Grúz Tibor）                | 1970年2月5日～1976年8月16日   | 化学者                       |
| 14 | センターゴサイ・ヤーノシュ（Szentágothai János）                | 1976年10月26日～1977年5月6日  | 医学者、解剖学者、神経科学者 |
|    | センターゴサイ・ヤーノシュ（Szentágothai János）                | 1977年5月6日～1985年5月10日   | 医学者、解剖学者、神経科学者 |
| 15 | ベレンド・T・イヴァン（Berend T. Iván）                         | 1985年5月10日～1990年5月24日  | 歴史学者                     |
| 16 | コシャーリ・ドモコシュ（Kosáry Domokos）                        | 1990年5月24日～1996年5月9日   | 歴史学者                     |
| 17 | グラツ・フェレンツ（Glatz Ferenc）                              | 1996年5月9日～2002年5月4日    | 歴史学者                     |
| 18 | ヴィツィ・Ｅ・スィルヴェステル（Vizi E. Szilveszter）           | 2002年5月5日～2008年5月6日    | 医学者、薬理学者             |
| 19 | パーリンカーシュ・ヨーセフ（Pálinkás József）                   | 2008年5月6日～2014年5月6日    | 核物理学者                   |
| 20 | ロヴァース・ラースロー（Lovász László）                         | 2014年5月6日 - 2020年7月31日  | 数学者、情報学者             |
| 21 | タマーシュ・フレウンド（Tamás Freund）                          | 2020年8月1日 -                | 神経生物学者                 |